# Blind makker
Blind makker er en dansk film fra 1976, instrueret af Hans Kristensen og skrevet af Hans Hansen og Kristensen.

## Medvirkende
- Ole Ernst
- Lisbet Dahl
- Jesper Klein
- Claus Nissen
- Margrethe Koytu
- Holger Munk
- Hugo Herrestrup
- Poul Thomsen
- Benny Hansen
- Joen Bille
- Søren Steen
- Otto Brandenburg
- Lars Høy
- Holger Vistisen
- Susanne Jagd
- Klaus Pagh
- Sonja Oppenhagen
- Lillian Tillegreen
- Lene Vasegaard
- Preben Harris
- Beatrice Palner
- Poul Glargaard